# Cherokee Nation
Cherokee Nation (cherokee: ᏣᎳᎩᎯ ᎠᏰᎵ, Tsalagihi Ayeli), også kendt som Cherokee Nation of Oklahoma, er den største af tre cherokee-stammer, der er anerkendt af den amerikanske stat. Den blev oprettet i 1938 og anerkendt i 1941 og består primært af folk, der nedstammer fra den tidligere Cherokee-nation, der eksisterede 1794-1906. I den periode blev folket mere eller mindre frivilligt flyttet fra deres oprindelige levested i det sydøstlige USA til Indianerterritoriet i Oklahoma, hvor den nuværende nation lever.
Cherokee Nations hovedby er Tahlequah, og herfra regeres stammen, der bor i 14 amter i det nordøstlige Oklahoma. Den nuværende leder er overhøvding Bill John Baker.
| Folkeslag | Spire Denne artikel om folkeslag eller etnografi er en spire som bør udbygges. Du er velkommen til at hjælpe Wikipedia ved at udvide den. |